# Neopromachus rosarius
Neopromachus rosarius är en insektsart som först beskrevs av Félix Édouard Guérin-Méneville 1829-1838.  Neopromachus rosarius ingår i släktet Neopromachus och familjen Phasmatidae. Inga underarter finns listade i Catalogue of Life.